# Eutanyacra miraculosa
Eutanyacra miraculosa là một loài tò vò trong họ Ichneumonidae.